# Лемпицкий, Станислав
Станислав Лемпицкий (пол. Stanisław Łempicki, 25 мая 1886, Каменка Струмилова (ныне Каменка-Бугская, Львовской области Украина) — 2 декабря 1947, Краков, Польша) — польский учёный, писатель, профессор, член-корреспондент Польской академии знаний, представитель львовско-варшавской философской научной школы.

## Биография
После окончания классической гимназии, в 1904—1909 г. изучал во Львовском университете им. Яна-Казимира историю, классическую философию и полонистику, затем там же в 1910—1911 г. — правоведение.
В 1910—1921 — преподаватель в гимназиях Львова, Городенке и Борислава.
В 1913 г. защитил докторскую диссертацию. В 1924 г. стал экстраординарным профессором, руководителем кафедры истории образования и обучения Ягеллонского университета. В 1933 г — ординарный профессор. Работал деканом гуманитарного факультета Ягеллонского университета.
С. Лемпицкий с 1925 г. работал директором польского школьного музея во Львове, руководителем литературного издательства Оссолинеума, в 1933—1939 г. — редактором «Энциклопедии образования», с 1928 г. избирался действительным членом научного общества во Львове и с 1929 г. членом-корреспондентом Польской академии знаний.
В 1930 году женился на поэтессе Ядвиге Гамской.
После присоединения Львова к СССР преподавал старопольскую литературу во Львовском университете.
Во время немецкой оккупации был библиотекарем в львовском Оссолинеуме, принимал участие в работе тайного университета.
После войны — преподаватель университета во Львова, а после вынужденного отъезда из Львова в Краков в 1945 году — преподаватель, а затем — заведующий кафедрой истории литературы Ягеллонского университета.
Умер 2 декабря 1947 года в Кракове и был похоронен на Сальваторском кладбище.

## Труды
Кроме истории образования, С. Лемпицкий работал над вопросами истории культуры Польши. Им опубликован ряд трудов, в том числе:
- Mecenat kulturalny w Polsce
- Problemy i postulaty
- Biskupi polskiego renesansu jako opiekunowie kultury
- Szymon Szymonowicz i jego czasy
- Medyceusz polski XVI wieku
- Renesans i humanizm w Polsce,

Историк литературы С. Лемпицкий изучал творчество Яна Кохановского, И. Красицкого, A. Мицкевича.

## Награды
- Командорский Крест Ордена Возрождения Польши (1937)